# Kähmen
Kähmen ist ein Ortsteil der Stadt Hitzacker (Elbe) im Landkreis Lüchow-Dannenberg in Niedersachsen. Der Ort liegt 2 km südlich vom Kernbereich von Hitzacker und westlich der Jeetzel an der Landesstraße 231. 

## Geschichte
Am 1. Juli 1972 wurde die Gemeinde Kähmen zusammen mit den Gemeinden Bahrendorf, Grabau, Harlingen, Nienwedel, Seerau, Tießau, Wietzetze und Wussegel nach Hitzacker eingegliedert.

## Wassermühle
Die Wassermühle in Kähmen wurde um 1447 erstmals urkundlich erwähnt. Es handelte sich um eine Getreidemühle, die im 19. Jahrhundert durch eine Ölmühle ergänzt wurde. Im Zuge einer Erbschaft wurde die Getreidemühle ab dem 17. Jahrhundert bis 1806 von zwei Personen betrieben. Erst 1980 wurde die Mühle stillgelegt. Seit einigen Jahren werden wieder Mehl und Brot verkauft.
Angetrieben wurde die Mühle vom nur wenige hundert Meter langen Mühlenbach, was durch ein mit 3,5 Metern relativ hohes Gefälle ermöglicht wurde.